# Flughafen Iringa

i7
i11
i13
Der Flughafen Iringa (auch englisch Nduli Airport, IATA-Code: IRI, ICAO-Code: HTIR) ist ein Flughafen in Tansania. Er liegt im Bezirk Nduli, im Norden der Regionshauptstadt Iringa.

## Geschichte
Die Planungsarbeiten für den Ausbau des Flughafens Iringa begannen 1950. Die erste Phase des Projekts startete 1970, abhängig von den verfügbaren Mitteln wurde der Bau vorangetrieben. Die vollständige Eröffnung erfolgte 1982.

## Kenndaten
- Verwaltung: Der Flughafen Iringa wird von der staatlichen Behörde Tanzania Airports Authority (TAA) verwaltet.[1]
- Piste: Es gibt eine asphaltierte Start- und Landebahn in der Richtung 02/20 mit einer Länge von 1679 und einer Breite von 30 Metern in der Seehöhe 1426 Meter.[2]
- Kommunikation: Der Tower ist über die Frequenz 118,1 erreichbar.[3]

## Fluggesellschaften und Ziele
Von Iringa gibt es Flüge nach Daressalam und Verbindungen nach Songea. Alle Flüge werden von Auric Air durchgeführt (Stand 2022).

## Zwischenfälle
Der einzige schwere Zwischenfall auf dem Flughafen Iringa ereignete sich 1950, als ein Militärflugzeug vom Typ Douglas DC-3/Dakota IV der Royal Air Force bei der Landung von der nassen Graspiste abkam und gegen einen Baum prallte. Das Flugzeug wurde zum Totalschaden, es wurde niemand verletzt.